# Тим Мајнир
Тимоти П. Мајнир (енгл. Timothy P. Minear; Њујорк, 29. октобар 1963) је амерички сценариста и режисер. Номинован је за четири награде Еми за улогу извршног продуцента серија Америчка хорор прича и Завада.